# ابوالفضل بریمانی
ابوالفضل بریمانی  سیاست‌مدار ایرانی بود، که در  دوره بیست و دوم   به‌عنوان نماینده بهشهر در مجلس شورای ملی حضور داشت. 